# Sitges contre l'homophobie
Sitges contre l'homophobie (en catalan : Sitges contra la homofobia) est un monument dédié à l'histoire des persécutions contre les lesbiennes et les homosexuels situé dans la ville de Sitges, en Catalogne.

## Présentation
L'œuvre principale se compose d'un triangle rose inversé, utilisé dans l'univers concentrationnaire nazi pour « marquer » les homosexuels.
Le monument est inauguré le 5 octobre 2006. Il s'agit du premier mémorial de ce type en Espagne, parmi les monuments internationaux consacrés à ce thème.

## Histoire
La ville de Sitges est devenue dans les années 1980 l'une des premières destinations touristiques LGBT dans le monde.
Le maire, Jordi Baijet du Parti des socialistes de Catalogne, annonce la réalisation d'une sculpture contre l'homophobie dans la ville et le monument est inauguré le 5 octobre 2006, avec notamment le Casal Lambda du militant iconique Armand de Fluvià.
L'inscription comprend le texte « Sitges contra la homofobia / Mai Més / 5 octubre 1996-2006 », « Mai Més » signifiant « Plus jamais » en français.